# Средний Наньях
Сре́дний Наньях — река в Александровском районе Томской области России. Устье реки находится в 51 км по левому берегу реки Наньях. Длина реки составляет 13 км. Вытекает из болота Мочажинного.
Соединяясь с Малым Наньяхом, образует реку Наньях.

## Данные водного реестра
По данным государственного водного реестра России, относится к Верхнеобскому бассейновому округу, водохозяйственный участок реки — Обь от впадения реки Васюган до впадения реки Вах, речной подбассейн реки — Васюган. Речной бассейн реки — (Верхняя) Обь до впадения Иртыша.